# Tadeusz Opolski
Tadeusz Opolski (ur. 11 października 1926 we Lwowie) – polski ekonomista i polityk, minister budownictwa i przemysłu materiałów budowlanych (1981–1982).

## Życiorys
Syn Romualda i Heleny. W 1952 ukończył studia magisterskie w Wyższej Szkole Ekonomicznej w Szczecinie. W latach 1941–1945 pracował jako księgowy w Fabryce Obuwia „Bata” w Chełmku, następnie od 1948 do 1952 na stanowisku kierownika działu Dyrekcji Budowy Osiedli Robotniczych w Szczecinie. Następnie do 1971 był dyrektorem Dyrekcji Inwestycji Miejskich we Wrocławiu, po czym został zastępcą i pełniącym obowiązki dyrektora Wrocławskiego Zjednoczenia Budownictwa (do 1979).
W latach 1973–1975 pełnił funkcję zastępcy przewodniczącego Wojewódzkiej Rady Narodowej we Wrocławiu. W 1979 został dyrektorem Departamentu Budownictwa Ogólnego Minister budownictwa i przemysłu materiałów budowlanych, w 1981 przeszedł na analogiczną funkcję w Departamencie Warunków Pracy. Od 31 października 1981 do 9 października 1982 był ministrem budownictwa i przemysłu materiałów budowlanych w rządzie Wojciecha Jaruzelskiego. Następnie do 31 sierpnia 1983 piastował stanowisko zastępcy ministra-podsekretarza stanu w Ministerstwie Budownictwa i Przemysłu Materiałów Budowlanych.
Odznaczony m.in. Krzyżem Oficerskim Orderu Odrodzenia Polski.